# Cantone di Bain-de-Bretagne
Il Cantone di Bain-de-Bretagne è una divisione amministrativa dell'arrondissement di Redon.
A seguito della riforma approvata con decreto del 18 febbraio 2014, che ha avuto attuazione dopo le elezioni dipartimentali del 2015, è passato da 9 a 20 comuni.

## Composizione
I 9 comuni facenti parte prima della riforma del 2014 erano:
- Bain-de-Bretagne
- Crevin
- Ercé-en-Lamée
- Messac
- La Noë-Blanche
- Pancé
- Pléchâtel
- Poligné
- Teillay

Dal 2015 i comuni appartenenti al cantone sono i seguenti 20:
- Bain-de-Bretagne
- La Bosse-de-Bretagne
- Chanteloup
- La Couyère
- Crevin
- La Dominelais
- Ercé-en-Lamée
- Grand-Fougeray
- Lalleu
- La Noë-Blanche
- Pancé
- Le Petit-Fougeray
- Pléchâtel
- Poligné
- Saint-Sulpice-des-Landes
- Sainte-Anne-sur-Vilaine
- Saulnières
- Le Sel-de-Bretagne
- Teillay
- Tresbœuf